# Mas Sunyer (Sant Gregori)
El Mas Sunyer és un edifici de Sant Gregori (Gironès) protegit com a Bé Cultural d'Interès Local.

## Descripció
Es tracta d'un gran casal de planta rectangular, desenvolupat en planta baixa, pis i golfes. La coberta és de teula àrab a dues vessants. Presenta dos cossos afegits a les façanes laterals i un porxo amb terrassa superior adossat a la façana principal. Les parets portants són de maçoneria arrebossada i pintada a les façanes exteriors, deixant a la vista els carreus de les cantonades i les obertures.
El mas presenta un conjunt de construccions annexes situades al seu voltant. A l'accés hi ha un pou amb una torre i un dipòsit d'aigua fet amb totxo, construït a principis de segle i que presenta un cert interès.